# Meloe rugosus
Meloe rugosus је врста тврдокрилца из породице мајака (Meloidae).

## Распрострањење
Распрострањена у већем делу Европе, изузев северног дела континента. У Србији је претежно распрострањена у Војводини, централном и југоисточном делу земље.

## Станиште
Врста преферира ливаде уз речне долине, песковита тла која нису у потпуности прекривена вегетацијом. Може се јавити и на сувим травњацима.

## Животни циклус
Женка копа јаму у земљи у коју полаже јаја наранџасте боје. Јаја полаже најчешће ноћу.  
Женка мајака може да положи и до 25.000 јаја. 
Након 17 до 21 дана из јаја се развијају ларве. Ларве се пењу на оближње цветове зељастих биљака и чекају свог потенцијалног домаћина. Најчешћи инсект домаћин је солитарна пчела.  
Каче се за пчеле које их односе у своја гнезда где се хране нектаром и поленом, али и пчелињим јајима. 